# Pántor-hágó
A Pántor-hágó hágó a Kárpátokban. Az Északkeleti-Kárpátokhoz tartozó Máramarosi-Verhovina (vagy Belső-Gorgánok) Barátka-gerincén található, a Pántor (1213 m) déli oldalán, míg tovább délre a gerincen a Durna (1705 m) emelkedik. Ukrajnában, Kárpátalja Técsői járásának és az Ivano-frankivszki terület Nadvirnai járásának határán található.

## Történelem
A vízválasztó gerinc, melyen a hágó található, a történelmi Magyar Királyság határát is hordozta. A Pántor-hágó és a tőle északra fekvő Légiós-hágó is harcok színhelye volt az első világháborúban, bár mivel utak hiányában nehezen megközelíthető, a közeli Tatár-hágóhoz képest másodlagos támadási ill. visszavonulási irány volt. Az 1914. októberi és 1915. januári harcok után 1916 nyarán a Bruszilov-offenzíva érte el itt a Kárpátokat; a Turbát-patak menti harcálláspontot szeptember 12-én Károly trónörökös is meglátogatta.

## Turizmus
A Kárpátaljai oldalon Királymező felől, vagy a Fekete-Tisza forrása felől, a Turbát-patak völgyén keresztül közelíthető meg. A Pántor-hágó felett, a Pántor oldalában található réten állt a Pántori menedékház.